# Zephyranthes subflava
Zephyranthes subflava là một loài thực vật có hoa trong họ Amaryllidaceae. Loài này được L.B.Spencer miêu tả khoa học đầu tiên năm 1986.